# Гута (оазис)
Вижте пояснителната страница за други значения на Гута.
Гута (на арабски: غوطة دمشق – Г(х)ута Димашк, в превод: Гута на Дамаск / Дамаска Гута) е оазис около Дамаск - столицата на Сирия.
Оазисът се оросява от водите на р. Барада – главната река на столицата. Гута е зелен пояс, разположен около града, в който в продължение на векове се отглеждат зърнени култури, зеленчуци и плодове.
Някога Дамаск е заемал само малък дял от оазиса, но поради разрастването на града земеделие (градинарство и овощарство) днес се развива предимно в източно-югоизточната му част. Със зеленината си Гута е любимо място за краткотраен отдих на столичани.